# Mesorregión del Extremo Oeste Baiano
La mesorregión del Extremo Oeste Baiano es una de las siete  mesorregiones del estado brasileño de Bahia. Es formada por la unión de 24 municipios agrupados en tres  microrregiones.
Esta vasta región baiana perteneció al Estado de Pernambuco hasta mediados de 1824. Después de tres años bajo la administración minera fue anexada al Estado de la Bahia en 1827.
Los principales municipios son: Barreiras, Luís Eduardo Magalhães, Bom Jesus da Lapa, Barra y Santa Maria da Vitória.

## Microrregiones
- Barreiras
- Cotegipe
- Santa Maria da Vitória

## Hidrografía
La Región Oeste de Bahia está en la margen izquierda del Río San Francisco, bañada por las cuencas de los ríos  Grande,  Preto, Corrente y Carinhanha, formada por 29 ríos peremnes. Geográficamente está dentro de la región más rica en recursos hídricos del Nordeste Brasilero. Las cuencas de esos ríos cubren 62.400 km² el equivalente al 82% de las áreas de los bosques cerrados.

## Economía
Gracias a esta privilegiada cuenca hidrográfica, a la topografía plana y al clima con estaciones definidas, fue posible la expansión de las plantaciones y la implantación de los proyectos de irrigación, especialmente en los municipios de Barreiras y Sao Desidério.
En las dos últimas décadas, el cultivo de granos juntamente con la ganadería, definieron una nueva dinámica en la economía de toda a región, lo que impulsó el proceso de crecimiento y desarrollo económico de las tres microrregiones (Barreiras, Santa Maria, Barra), siendo la  Barreiras, con 16 municipios, la principal, que es hoy la mayor expresión del desarrollo de la región.
- Datos: Q2314329